# بولشه‌ارسلان‌گولوو
بولشه‌ارسلان‌گولوو (انگلیسی: Bolshearslangulovo) یک شهرک در شهرستان خایبولینسکی استان باشقیرستان کشور روسیه است.